# 中共永定支部旧址
中共永定支部旧址，位于中国福建省龙岩市永定区湖雷镇上南村，即万源楼，是建于清末的民居，坐北朝南，依次为外大门、下厅、天井、檐廊、正楼。正楼面阔三间，进深两间，抬梁式木结构，歇山顶。1926年夏，中国共产党员阮山、林心尧受中共汕头地委和中共厦门总干事会的委派，回家乡永定开展建党工作，在此建立了福建省第一个农村地方组织——中共永定支部，阮山为支部书记。2009年11月16日公布为第七批福建省文物保护单位。